# Église protestante Saint-Jean de Paris
L'église luthérienne Saint-Jean est un lieu de culte protestant luthérien, membre de l'Église protestante unie de France et rattachée à l’inspection luthérienne de Paris (appellation spécifiquement française, depuis Napoléon Ier, des diocèses luthériens). Située au 147, rue de Grenelle, dans le 7e arrondissement de Paris, elle a été construite entre 1910 et 1911 dans le style néogothique et inaugurée le 26 février 1911.

## Histoire

### Les origines
Durant la seconde moitié du XIXe siècle, de nombreux Alsaciens de confession luthérienne s’installent dans le quartier du Gros-Caillou, situé entre l’Hôtel des Invalides et l'École militaire. Liés à l’armée et à l’administration, ils sont aussi pour beaucoup artisans. En 1862, le pasteur Eugène Berger décide d’ouvrir une école au 85, avenue Bosquet. En 1867, l’école est transférée au 19, rue Amélie, dans un bâtiment construit grâce à Denis Bühler, architecte-paysagiste français. Le culte hebdomadaire se tient tout d’abord dans une salle de classe puis, à partir de 1909, dans une chapelle construite grâce au même Denis Bühler, aujourd’hui désaffectée.

### Denis Bühler, un généreux donateur
Depuis 1843, la famille Bühler est installée au 147, rue de Grenelle. Denis Bühler y vit avec son frère et ses deux sœurs. La propriété comprend une maison familiale, une maison à colombage et un important terrain. À sa mort, en 1890, Denis Bühler lègue le terrain ainsi que les bâtiments à l’église luthérienne. La maison familiale devient le presbytère et grâce au legs de Denis Bühler, la construction de l'église peut commencer.
L’église est édifiée entre 1910 et 1911 par deux architectes protestants, Achille-Henri Chauquet et Jean Naville dans le style néogothique, comme le souhaitait Denis Bühler. Achille-Henri Chauquet et Jean Naville avaient déjà édifié selon les plans de Denis Bühler l’église luthérienne de la Trinité, inaugurée en 1888.

### La paroisse Saint-Jean
Depuis l'union de l’Église évangélique luthérienne de France et de l’Église réformée de France en 2012, la paroisse est membre de l'Église protestante unie de France.
Depuis 1862, onze pasteurs ont servi la paroisse.

## Description

### Architecture et mobilier
L’église Saint-Jean a été édifiée, selon les volontés formulées par Denis Bühler, dans le « style gothique français ou anglais avec voûte en bois apparent ». En forme de croix latine, elle est composée d’un narthex surmonté d’un clocher, d’une nef unique, d’un transept et d’un chœur. Son mobilier en bois, qui comprend notamment un autel, une chaire et un baptistère, est également de style néogothique.
Le triptyque servant de retable d’autel, bien que lui aussi néogothique, n’a probablement pas été réalisé pour cette église. Il a peut-être été offert au pasteur Henri Bach alors que ce dernier était en poste à l’église protestante française de Stockholm. Réalisé selon la technique de la vitrauphanie, il représente de gauche à droite un chevalier de l’ordre Teutonique, Charlemagne, un chevalier de l’ordre d'Alcántara, un chevalier de l’ordre de Dannebrog, Édouard de Woodstock et un chevalier de l’ordre de Santiago.

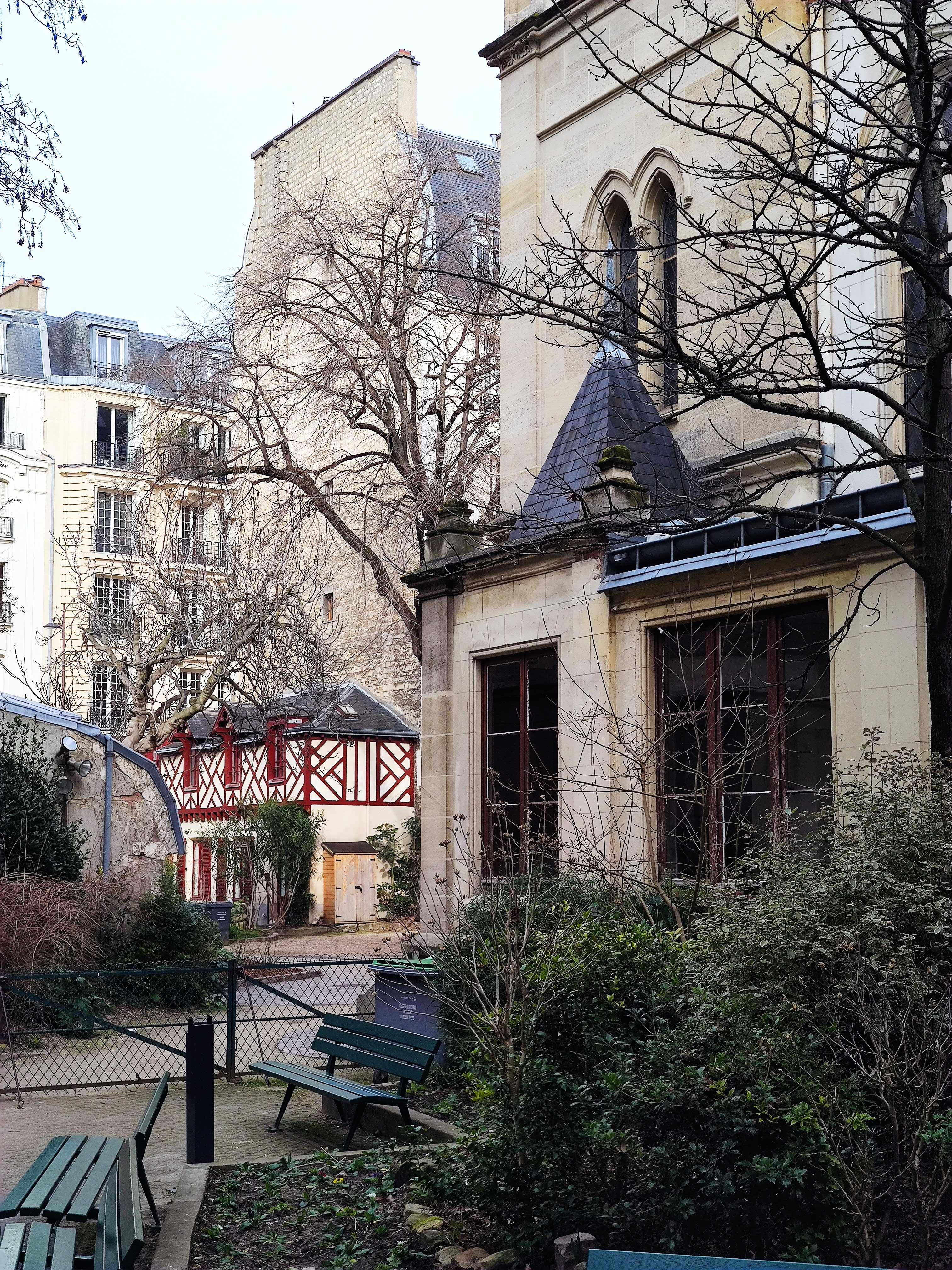
Extérieurs.
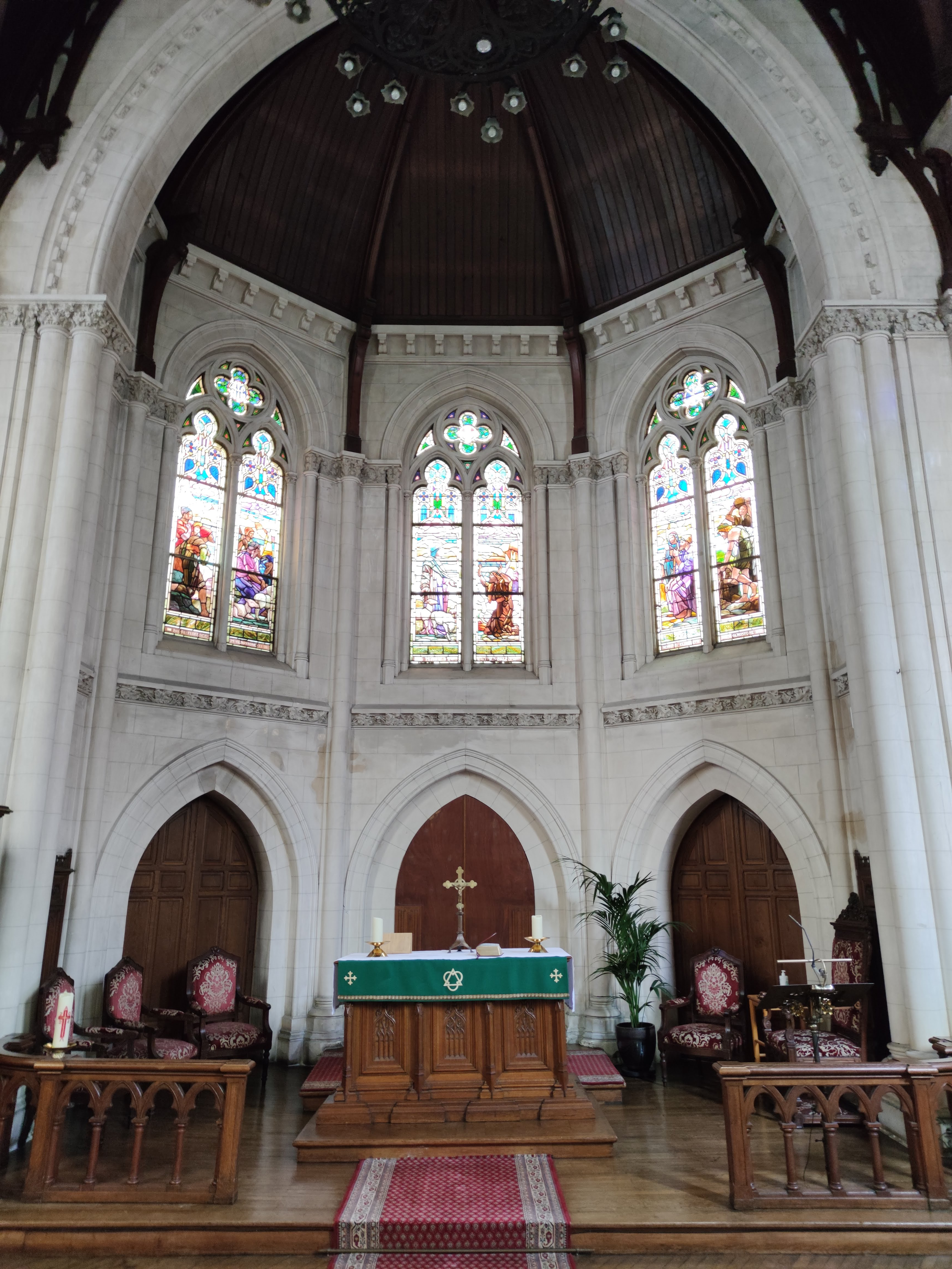
Chœur.
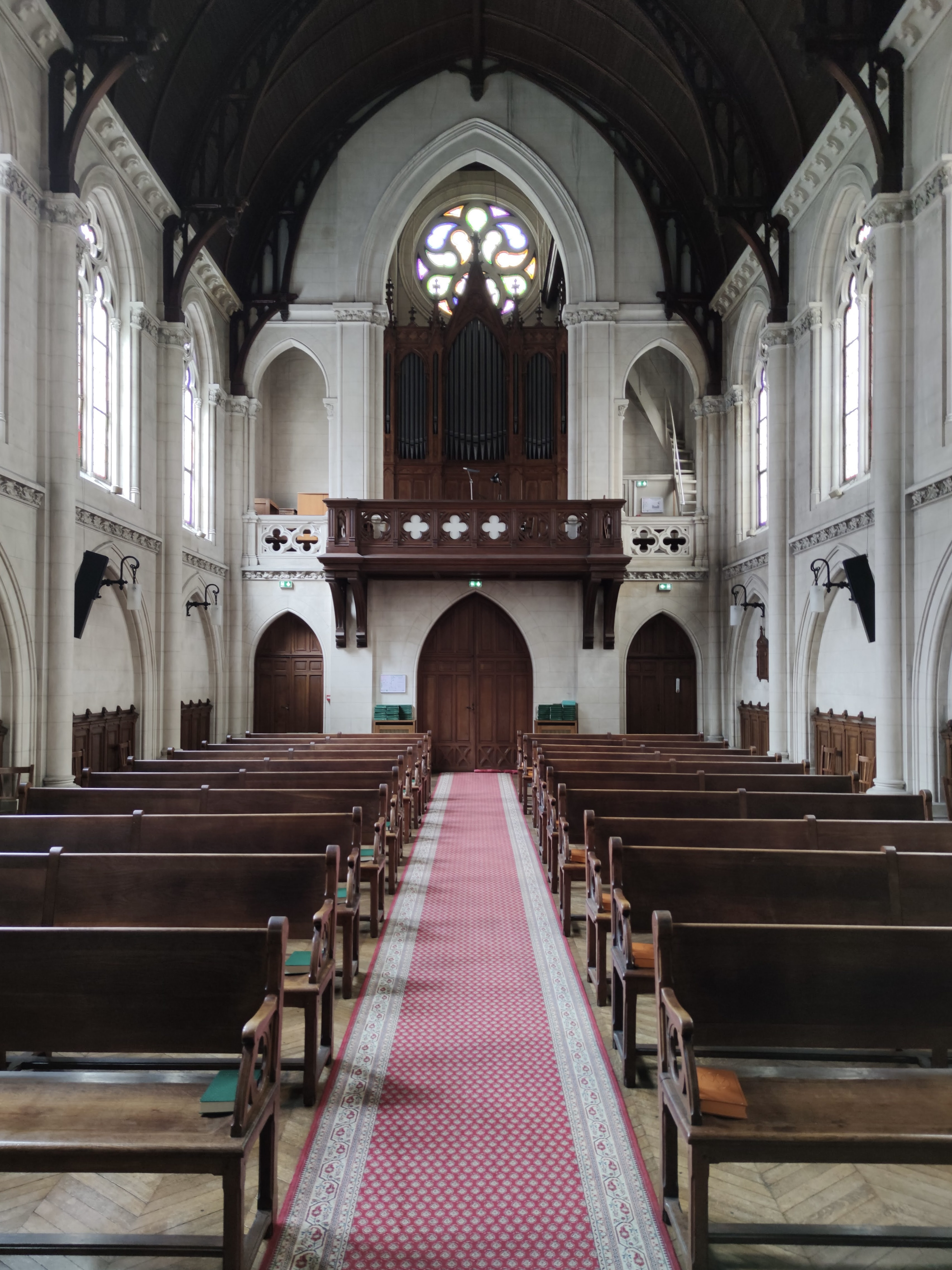
Nef.

### Vitraux
Le chœur et une partie du transept sont ornés de vitraux réalisés d’après les cartons de l’artiste écossais James Eadie-Reid. Ils auraient été réalisés par le verrier français Georges Néret ou par la  Gateshead Stained Glass Co. Ltd.
Les verrières du chœur ont été offertes en 1912 par le pasteur Henri Bach ainsi que par son épouse, Elisabeth Bach-Gladstone et sa belle-sœur Florence M. Gladstone, d’origine écossaise. Ils représentent l’apparition du Christ au lac de Tibériade après sa Résurrection, d’après le vingt-et-unième et dernier chapitre de l’Évangile selon saint Jean. Le Christ est représenté face à Pierre agenouillé, lui demandant : « M’aimes-tu ? Pais mes brebis. ».
Les vitraux du transept ont été offerts en 1913, en mémoire de Georges Westercamp (1838-1907). Ils représentent à gauche deux femmes près d’une source et à droite Marie avec Jésus.
Le transept est également orné de deux grands vitraux réalisés dans les années 1960 par Jacques Loire. Ils représentent, dans le transept gauche, les vertus théologales (foi, espérance, charité) et dans le transept droit, Jean.

### Orgue
L'église est doté d'un orgue Cavaillé-Coll Mutin.